# مود آپاتو
ماد آپاتو (انگلیسی: Maude Apatow؛ زادهٔ ۱۵ دسامبر ۱۹۹۷) هنرپیشه اهل ایالات متحده آمریکا است. وی از سال ۲۰۰۵ میلادی تاکنون مشغول فعالیت بوده‌است.
از فیلم‌ها یا برنامه‌های تلویزیونی که وی در آن نقش داشته‌است می‌توان به باردار، این است ۴۰، آدم‌های بامزه، ملت ترور، دیگر مردم و سرخوشی اشاره کرد.